# Odilo Braun
Odilo Braun OP (* 18. November 1899 in Danzig als Leo Stanislaus Braun; † 9. August 1981 in Braunschweig) war ein Dominikanerpater. Von 1941 bis 1945 war er führendes Mitglied im „Ausschuß für Ordensangelegenheiten“ der Fuldaer Bischofskonferenz, einem der bedeutendsten katholischen Widerstandskreise gegen das nationalsozialistische Regime.

## Leben
Leo Braun stammte aus einer kinderreichen Handwerkerfamilie; sein Vater war später als Küster in Danzig tätig. Er besuchte ab 1912 das städtische Gymnasium Danzig, musste es aber nach vier Jahren wieder verlassen, um zum Lebensunterhalt der Familie beizutragen. Er arbeitete auf der Kaiserlichen Werft in Danzig im Werkstattbüro des U-Boot-Betriebes und leistete dort von 1916 bis 1918 auch seinen Kriegsdienst.
Nach dem Ende des Ersten Weltkrieges besuchte er von 1920 bis 1923 wiederum ein Gymnasium, begann aber 1923 eine kaufmännische Lehre im Reederei- und Speditionswesen. Er wurde später Leiter einer Zweigstelle in der Erwerbslosenfürsorge beim Senat der Freien Stadt Danzig. 1924 trat Braun, bisher Mitglied des Bundes Neudeutschland, den Normannsteinern bei, einer progressiven Abspaltung des Bundes Neudeutschland.
Odilo Braun trat am 22. Oktober 1926 dem Dominikanerorden bei und erhielt den Ordensnamen Odilo. Nach einem Noviziat in Venlo studierte er ab 1928 Theologie in Walberberg, Düsseldorf und Löwen (Belgien). Am 24. Februar 1933 empfing er im Kölner Dom die Priesterweihe. Er war als Volksmissionar tätig und übernahm ab 1936 die Leitung des Albertus-Magnus-Verlags in Vechta (Oldenburg), bis dieser von der Gestapo geschlossen wurde. Er war zudem Herausgeber der ordenseigenen Missionszeitschriften Der Apostel und Marienpsalter. Wegen regimekritischer Bemerkungen wurde er 1937 verwarnt.
1938 wurde er Provinzsyndikus in Köln. 1940 wurde er in Nachfolge von Ansgar Sinnigen Generalsekretär der Superioren-Vereinigung (SV) in Berlin, eines Zusammenschlusses der höheren Oberen missionierender Orden. Er setzte 1941 deren Selbstauflösung durch, um einem Verbot zuvorzukommen. Im Untergrund wurde der „Ausschuss für Ordensangelegenheiten“ neu konstituiert, dem die Patres Augustin Rösch SJ, Lothar König SJ, Laurentius Siemer OP, als Vertreter der Laien der Jurist Georg Angermaier sowie einige Mitglieder der Fuldaer Bischofskonferenz wie Konrad Graf von Preysing und Johann Baptist Dietz angehörten. Ein Hirtenbrief, der insbesondere die Menschenrechtsverletzungen der NS-Diktatur ansprach, wurde durch das Veto des Kardinals Adolf Bertram verhindert; erst der „Dekalog-Hirtenbrief“ wurde 1943 verlesen.
Braun hatte, wie auch die anderen Ausschussmitglieder, Kontakt zu verschiedenen Widerstandskreisen. Josef Wirmer und Alfred Delp SJ stellte er seine Berliner Wohnung als Treffpunkt zur Verfügung. Braun beteiligte sich an einer „Denkschrift“, in der die deutschen Generäle zum militärischen Staatsstreich und zur Ausschaltung Hitlers aufgefordert wurden. Nach dem missglückten Juli-Attentat auf Hitler wurde er am 27. Oktober 1944 verhaftet und ins Gestapogefängnis in der Lehrter Straße in Berlin verbracht. Trotz Folterungen konnte kein Geständnis erzwungen werden; er wurde am 12. Februar 1945 entlassen. Er nahm daraufhin eine Stelle als Gefängnisseelsorger in Berlin an, die er bis 1958 behielt.
Auf Empfehlung von Kardinal Preysing wurde er von 1945 bis 1948 vom Alliierten Kontrollrat als Vorsitzender von vier Entnazifizierungskommissionen eingesetzt.
Von 1950 bis 1953 betreute er als Seelsorger beim Katholischen Notwerk Berlin Flüchtlinge aus der Sowjetischen Besatzungszone. Ab 1953 betreute er das Flüchtlingslager in Berlin und von 1960 bis 1964 das Flüchtlingslager in Uelzen. In Holxen gründete er die katholische Pfarrgemeinde „Maria Rast“. 1976 baute er in Braunschweig ein Haus zur Resozialisierung Jugendlicher auf.
Odilo Braun war Kuratoriumsmitglied der Stiftung „Hilfswerk 20. Juli 1944“. Er engagierte sich insbesondere für öffentliche Gedenkveranstaltungen und initiierte Jahresgottesdienste in der ehemaligen Hinrichtungsstätte Plötzensee.
Der größte Teil seines Nachlasses befindet sich im Archiv für Christlich-Demokratische Politik der Konrad-Adenauer-Stiftung Sankt Augustin.
Pater Odilo Braun war seit 1953 Mitglied der Katholischen Akademischen Verbindung KAV Suevia Berlin im CV.
Am 9. August 1981 starb Pater Odilo Braun in Braunschweig. Sein Grab befindet sich bei den Grabstätten der Priester auf dem Katholischen Friedhof in Braunschweig.